# Opogona pontigera
Opogona pontigera är en fjärilsart som beskrevs av Edward Meyrick 1927. Opogona pontigera ingår i släktet Opogona och familjen äkta malar.
Artens utbredningsområde är Samoa. Inga underarter finns listade i Catalogue of Life.